# Lukas Spalvis
Lukas Spalvis (* 27. Juli 1994 in Vilnius) ist ein ehemaliger litauischer Fußballspieler.

## Kindheit und Jugend
Spalvis, Sohn einer ehemaligen Profihandballspielerin, war als Sechsjähriger mit seiner Mutter aus Litauen nach Deutschland ausgewandert und ließ sich zunächst in Leverkusen nieder, ehe die Familie nach Frankfurt (Oder) zog und schließlich nach Basel in die Schweiz übersiedelte. Überdies lebte er sieben Jahre im baden-württembergischen Grenzach-Wyhlen und besuchte eine deutsche Schule.

## Karriere

### Verein
Spalvis spielte bis 2012 in den Juniorenteams des SV Weil in Basels deutscher Nachbarstadt Weil am Rhein und des SC Freiburg. Von der Fußballschule der Freiburger wechselte er nach Dänemark in die A-Jugend des Aalborg BK. Dort spielte Spalvis ein weiteres Jahr im Juniorenbereich, bevor ihn Trainer Kent Nielsen in der Saison 2013/14 in den Profikader berief.
Am 26. August 2013 gehörte Spalvis beim 1:1 am sechsten Spieltag im Spiel gegen den FC Midtjylland erstmals zum Kader der Profimannschaft. Am 6. Oktober 2013 gab er sein Profidebüt, als er beim 3:1-Sieg am 11. Spieltag bei Viborg FF in der 74. Minute für Rasmus Jønsson eingewechselt wurde. Nach zwei Torvorlagen in den Spielen gegen Brøndby IF am 19. Spieltag und gegen Aarhus GF am 21. Spieltag erzielte er am 23. März 2014 seine ersten beiden Tore bei der 2:3-Niederlage im Auswärtsspiel gegen SønderjyskE. Im ersten Profijahr gewann er mit der Mannschaft das Double aus Dänischer Meisterschaft und Pokal. Spalvis war mit acht Treffern in 17 Ligaspielen hinter Kasper Kusk, der zwölfmal getroffen hatte, zweitbester Torschütze der Mannschaft. In der Folgesaison kam er auch wegen einer Kreuzbandoperation zu lediglich sechs Einsätzen in der Liga und zu zwei Einsätzen in der Qualifikation zur Champions League. In der Liga belegte er mit der Mannschaft den fünften Platz. In der Saison 2015/16 kam er zu 30 Einsätzen und 18 Toren. Er wurde am Ende der Saison Torschützenkönig und belegte mit Aalborg BK den fünften Platz. Im Pokalwettbewerb kam er zu drei Einsätzen und einem Tor; Aalborg BK schied im Halbfinale gegen Aarhus GF aus.
Zur Saison 2016/17 wechselte Spalvis zum portugiesischen Erstligisten Sporting Lissabon. Nach einer Knieoperation absolvierte er in der Hinrunde kein Spiel und wurde am 11. Januar 2017 an den Stadtrivalen Belenenses Lissabon verliehen. Kurze Zeit später wurde der Leihvertrag aufgelöst und Sporting Lissabon wollte Spalvis am 3. Februar 2017 an den norwegischen Erstligisten Rosenborg Trondheim verleihen. Nach der medizinischen Untersuchung und dem Einholen von Zweitmeinungen nahm Rosenborg Trondheim jedoch Abstand von einer Leihe.
Seit dem 27. Juni 2017 absolvierte Spalvis ein Probetraining beim deutschen Zweitligisten 1. FC Kaiserslautern und unterschrieb am 5. Juli 2017 einen bis zum 30. Juni 2018 laufenden Leihvertrag. Am 4. Februar 2018 erzielte er beim 2:1-Sieg gegen Eintracht Braunschweig beide Treffer des FCK. Trotz des bereits feststehenden Abstiegs in die 3. Liga erwarb der 1. FC Kaiserslautern am 7. Mai 2018 die Transferrechte an Spalvis, der bis dahin in 24 Zweitligaeinsätzen fünf Tore erzielt hatte, und stattete ihn mit einem Vertrag bis zum 30. Juni 2022 aus. Kurz nach Saisonbeginn 2018/19 wurde ein Knorpelschaden in seinem Knie festgestellt und er fiel, abgesehen von einer kurzzeitigen Rückkehr ins Mannschaftstraining im Frühjahr 2021, über drei Jahre aus. Im Oktober 2021 einigten sich Spalvis und der Verein auf eine vorzeitige Vertragsauflösung. Spalvis beendete seine Karriere.

### Nationalmannschaft
Spalvis debütierte am 5. März 2014 unter Trainer Igoris Pankratjevas in der litauischen Nationalmannschaft im Länderspiel im türkischen Antalya gegen Kasachstan (1:1); er stand in der Anfangsformation und wurde nach 59 Minuten durch Simonas Stankevicius ersetzt. Zuvor war er bereits in zahlreichen litauischen Juniorenteams aktiv gewesen. Mit der Landesauswahl spielte der Stürmer beim Baltic Cup 2014 in zwei Partien. In seinem vierten Spiel gegen Polen, das in Danzig ausgetragen wurde, erzielte er seinen ersten Treffer im Nationaltrikot.

### Erfolge
Aalborg BK
- Dänischer Meister: 2014
- Dänischer Pokalsieger: 2014

### Auszeichnungen
- Torschützenkönig der dänischen Superliga 2016

## Nach der Karriere
Spalvis absolviert seit dem Winter 2022/23 eine Ausbildung als Kaufmann für Bürokommunikation und -management bei einem Kaiserslauterer Unternehmen.